# (27661) 1978 UK6
(27661) 1978 UK6 est un astéroïde de la ceinture principale d'astéroïdes découvert en 1978.

## Description
(27661) 1978 UK6 a été découvert le 27 octobre 1978 à l'observatoire Palomar, situé au nord de San Diego en Californie, par C. Michelle Olmstead.

### Caractéristiques orbitales
L'orbite de cet astéroïde est caractérisée par un demi-grand axe de 2,47 UA, un périhélie de 2,14 UA, une excentricité de 0,13 et une inclinaison de 5,29° par rapport à l'écliptique. Du fait de ces caractéristiques, à savoir un demi-grand axe compris entre 2 et 3,2 UA et un périhélie supérieur à 1,666 UA, il est classé, selon la JPL Small-Body Database, comme objet de la ceinture principale d'astéroïdes.

### Caractéristiques physiques
(27661) 1978 UK6 a une magnitude absolue (H) de 14,1 et un albédo estimé à 0,167.